# Protecția cui?
Protecția cui? este un film românesc din 1990 regizat de Ada Pistiner.